# Carnot
Carnot je grad u Srednjoafričkoj Republici, u prefekturi Mambéré-Kadéï. Nalazi se 400 km zapadno od glavnog grada Banguija i 170 km istočno od granice s Kamerunom.
Godine 2003., Carnot je imao 45.421 stanovnika, čime je bio četvrti grad po brojnosti u državi.

## Poznate osobe
- Alexandre Banza, vojni zapovjednik i političar